# 羽紋矽藻目
羽纹硅藻目（學名：Pennales），是矽藻綱兩個目的其中一個，另一為中心矽藻目。與中心矽藻目不同，在形體上如以切頂線進行觀察，此目生物大致呈左右對稱，而圓心矽藻目則多呈輻射對稱。
壳面花纹羽纹状排列，左右对称或不对称，有壳缝、假壳缝、管壳缝；形状多种，单细胞或群体；色素体盘状、板状、星状；花纹为孔纹、线纹、肋纹、龙骨；壳面线形、椭圆形、卵形、S形、舟形、新月形等；带面长形、梯形。